# Danville (Kalifornia)
Danville város az USA Kalifornia államában, Contra Costa megyében. Lakosainak száma 43 582 fő (2020. április 1.).

## Népesség
A település népességének változása:
| Lakosok száma | 42 039 | 69 420 | 43 582 |
|               | 2010   | 2013   | 2020   |